# Bengt Dalström
Bengt Erik Dalström, född 26 juni 1925 i Oscars församling i Stockholm, död 8 september 2001 i Olaus Petri församling i Örebro, var en svensk politiker (nydemokrat) och riksdagsledamot under mandatperioden 1991–1994 för Hallands läns valkrets. Dalström var bland annat ledamot i näringsutskottet och suppleant i EES-utskottet. Han var sonson till den kända socialistiska agitatorn Kata Dalström.